# Батомаль
44°59′ пн. ш. 14°43′ сх. д. / 44.98° пн. ш. 14.71° сх. д.
Батомаль (хорв. Batomalj) — населений пункт у Хорватії, у Приморсько-Горанській жупанії у складі громади Башка.

## Населення
Населення за даними перепису 2011 року становило 141 осіб.
Динаміка чисельності населення поселення:

## Клімат
Середня річна температура становить 13,06 °C, середня максимальна – 26,06 °C, а середня мінімальна – -0,26 °C. Середня річна кількість опадів – 1203 мм.
| Клімат поселення                              | Клімат поселення | Клімат поселення | Клімат поселення | Клімат поселення | Клімат поселення | Клімат поселення | Клімат поселення | Клімат поселення | Клімат поселення | Клімат поселення | Клімат поселення | Клімат поселення | Клімат поселення |
| Показник                                      | Січ.             | Лют.             | Бер.             | Квіт.            | Трав.            | Черв.            | Лип.             | Серп.            | Вер.             | Жовт.            | Лист.            | Груд.            |                  |
| Середній максимум, °C                         | 8,81             | 9,32             | 11,61            | 15,83            | 21,26            | 25,11            | 26,06            | 25,95            | 21,04            | 16,50            | 11,45            | 8,48             |                  |
| Середня температура, °C                       | 4,27             | 4,78             | 7,08             | 11,28            | 16,72            | 20,58            | 23,14            | 23,04            | 18,13            | 13,58            | 8,53             | 5,57             |                  |
| Середній мінімум, °C                          | −0,26            | 0,24             | 2,53             | 6,75             | 12,17            | 16,04            | 20,23            | 20,12            | 15,22            | 10,66            | 5,62             | 2,65             |                  |
| Норма опадів, мм                              | 94               | 81               | 84               | 86               | 81               | 88               | 52               | 73               | 135              | 155              | 154              | 120              |                  |
| Середньомісячна швидкість вітру, м/с          | 3.00             | 3.14             | 3.20             | 3.00             | 2.71             | 2.56             | 2.56             | 2.55             | 2.69             | 2.93             | 3.30             | 3.26             |                  |
| Середньомісячна сонячна радіація, кДж/м²·день | 4437             | 7165             | 10577            | 15215            | 19742            | 21377            | 22772            | 19830            | 14321            | 9162             | 4873             | 3753             |                  |
| --------------------------------------------- | ---------------- | ---------------- | ---------------- | ---------------- | ---------------- | ---------------- | ---------------- | ---------------- | ---------------- | ---------------- | ---------------- | ---------------- | ---------------- |
| Джерело:                                      |                  |                  |                  |                  |                  |                  |                  |                  |                  |                  |                  |                  |                  |